# Estadio Cuauhtémoc
Az Estadio Cuauhtémoc stadion Mexikó Puebla államának fővárosában, Puebla de Zaragozában található, a város első számú csapatának, a Puebla Fútbol Clubnak az otthona. Pedro Ramírez Vázquez tervei alapján épült, 1968. október 6-án avatták fel. Itt rendezték az 1970-es és az 1986-os labdarúgó-világbajnokság több mérkőzését is. Nézőterének befogadóképessége sokáig 42 649 fő volt, de 2015 novemberére a stadiont felújították, átépítették és bővítették, aminek eredményeképp befogadóképessége már meghaladja az 51 000 főt. A bővítést azonban több kritika is érte: sokan értelmetlen pénzkidobásnak tartották a bővítést, mivel a Puebla mérkőzéseire még a kisebb stadionban sem volt jellemző a teltház.
A 2017. szeptember 19-i földrengés során a stadion is megrongálódott.